# 埃德溫·尼布洛克·萊特富特
埃德溫·尼布洛克·萊特富特（英語：Edwin Niblock Lightfoot；1925年9月25日—2017年10月2日）是一名化學工程師、威斯康辛大學麥迪遜分校化學暨生物工程學系名譽教授。知名於對輸送現象之研究，包含生物質傳程序、質傳反應模型及分離程序。他，與羅伯特·拜倫·柏德、沃倫·厄爾·斯圖爾特等人，是經典教科書《輸送現象》的共同作者。1974年，萊特富特寫了一本名為《輸送現象與生命系統：生醫角度的動量與質量傳送》的書。萊特富特是美國國家科學獎章的獲獎者。

## 求學與生涯
萊特富特於康乃爾大學獲得其化學工程學之學士及博士學位。研究所畢業後，萊特富特在布魯克林的輝瑞公司上班。在那裡，他因發展出回收和淨化維生素B12的商業製程而取得了美國專利US2787578 A。他轉而在威斯康辛大學麥迪遜分校開始其教職生涯，不久便成為化學寄生物工程學系教授。目前，他是該系的名譽教授。他的研究領域是致力於發展並改善分離程序及控制生命系統的動力學。